# Szymon de Rojas
Szymon de Rojas, właśc. Simón de Rojas (ur. 28 października 1552 w Valladolid, zm. 28 września 1624 w Madrycie) – hiszpański trynitarz (OSST), święty Kościoła katolickiego.

## Życiorys
Wstąpił do klasztoru Trójcy Świętej. Święcenia kapłańskie otrzymał w 1577 roku. Założył zgromadzenie Niewolnicy Maryi. W 1612 roku był spowiednikiem Elżbiety Burbon, przyszłej królowej Hiszpanii.
Zmarł 29 września 1624 roku w opinii świętości.
Beatyfikowany został 19 marca 1766 roku przez papieża Klemensa XIII a kanonizowany 3 lipca 1988 roku przez Jana Pawła II.
Wspomnienie liturgiczne św. Szymona obchodzone jest tradycyjnie w dzienną pamiątkę śmierci.